# Henri Ier (roi des Francs)
Pour les articles homonymes, voir Henri Ier.
Henri Ier (né vers 1008 et mort le 4 août 1060 à Vitry-aux-Loges) est roi des Francs de 1031 à 1060.

## Biographie

### Règne

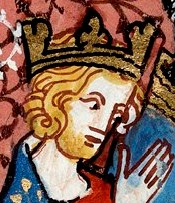
représenté dans une enluminure du XIVe siècle.

Troisième roi de la dynastie des Capétiens, il est le deuxième fils de Robert le Pieux et de Constance d'Arles. Il devient héritier de la couronne à la mort de son frère aîné Hugues, en 1025.
Il est investi en 1016 du duché de Bourgogne, son père étant sorti victorieux de la guerre de succession au duché de Bourgogne.
Sacré roi du vivant de son père le 14 mai 1027 à Reims, il lui succède en 1031 mais doit faire face à l'hostilité de sa mère et des grands vassaux qui veulent élire au trône son frère cadet Robert. Henri Ier obtient l'appui de l'empereur romain germanique Conrad II et surtout celui du duc de Normandie Robert le Magnifique. En dépit de ses soutiens, Henri doit céder à son frère le duché de Bourgogne en apanage. Le comte Eudes II de Blois ne se soumet pas pour autant, et soutient Eudes (v. 1013-v. 1057/1059), autre frère d'Henri Ier ; vaincu, il est assigné à résidence à Orléans.

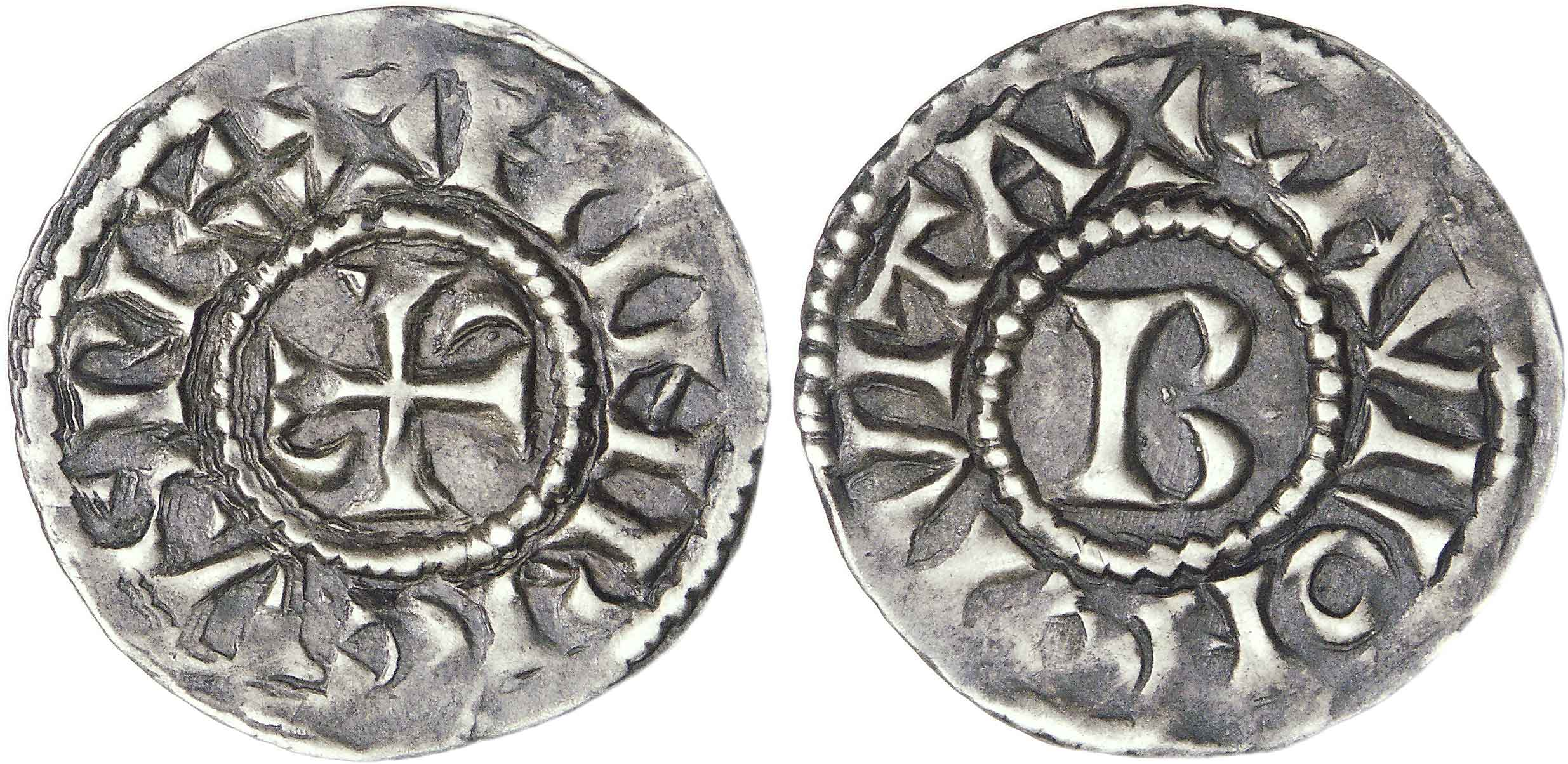
Denier de 1er type sous.

À la suite du départ en 1035 pour la Terre sainte du duc de Normandie Robert le Magnifique, Henri Ier devient le tuteur de son fils, Guillaume. Quand la nouvelle de la mort de Robert lui parvient, il soutient le jeune duc contre les seigneurs de Normandie qui lui sont hostiles — bien que, vers 1040, Henri s'empare de la place frontière de Tillières-sur-Avre et l'incendie. Ensemble, ils les combattent et les défont à la bataille du Val-ès-Dunes en 1047. En 1050 ou 1051, Guillaume épouse Mathilde de Flandre, une nièce d'Henri. La montée en puissance du duc inquiète le roi de France, qui se brouille avec Guillaume II de Normandie. Ce dernier le vainc à la bataille de Mortemer en 1054, puis, trois ans plus tard, à la bataille de Varaville.
Le règne de ce roi batailleur et querelleur est une longue suite de luttes féodales, dont le but était d'accroître l'autorité royale. Il ne parvient pas à conserver la Bourgogne, donnée en apanage, mais assure pour le domaine royal le Sénonais, dont la petite ville de Saint-Julien-du-Sault, où les rois de France possédaient droit de gîte.

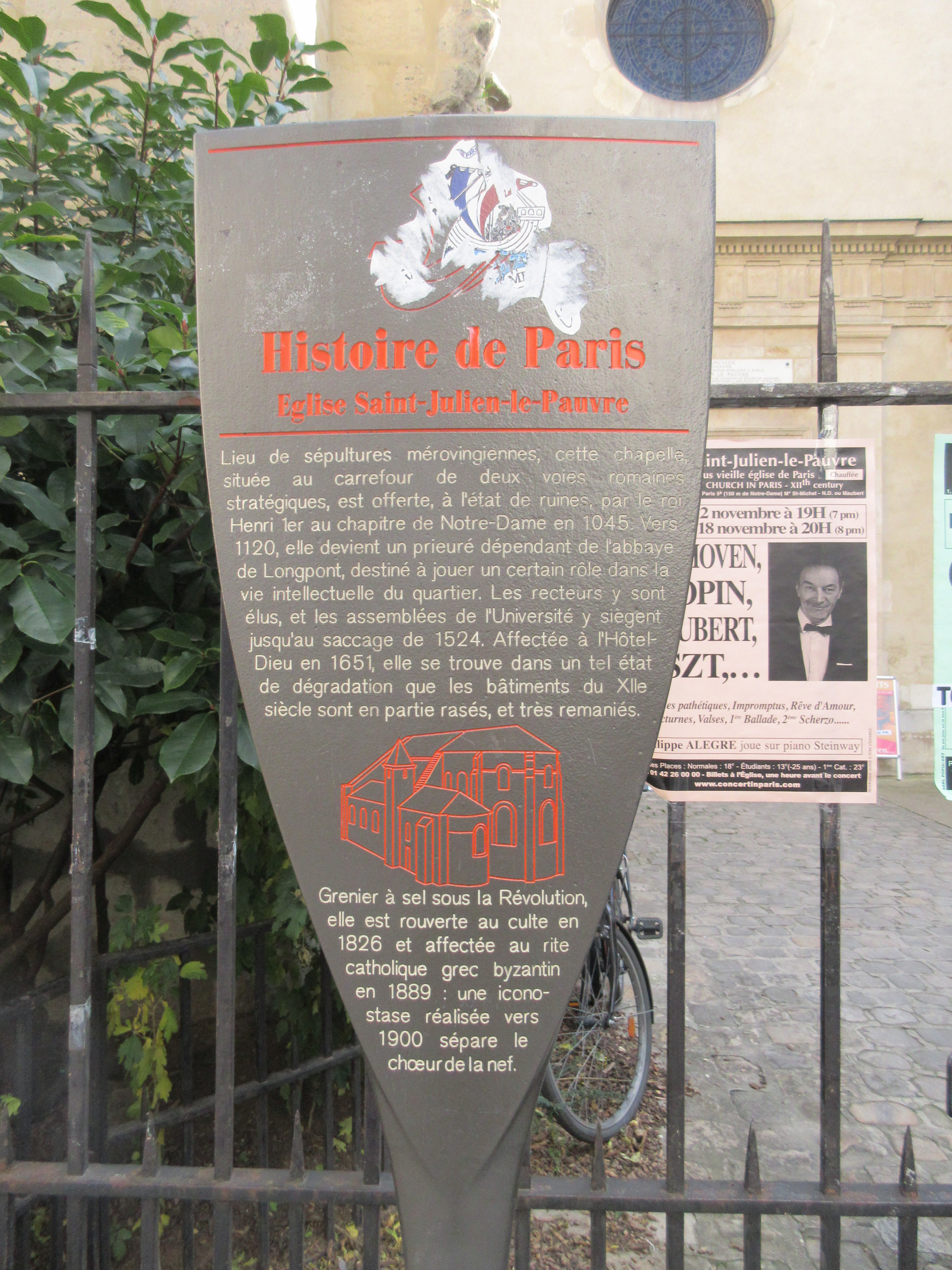
Panneau Histoire de Paris.

C'est durant cette période difficile que les évêques français proclament la paix de Dieu, puis la trêve de Dieu.
En 1045, il avait restitué au chapître de Notre-Dame (toute proche mais dans une forme antérieure à Maurice de Sully plus tard) la chapelle en ruines préalable à l'actuelle église Saint-Julien-le-Pauvre sur la rive gauche de la Seine près du "petit Châtelet" fermant par le sud-est la troisième enceinte de Paris au dit XIe siècle et point d'intersection des voies d'Italie et d'Espagne (photo du panneau ci-dessous).
En 1052, il confirme de même par une nouvelle charte royale la donation faite par Amaury Ier de Montfort (mort vers 1060) à son ami Albert, un ancien moine de Chartres, également abbé de l'abbaye de Marmoutier (1032-1063) d'un monastère lui appartenant et connu sous le nom de monastère de la Trinité de Seincourt depuis le Xe siècle, dont il  avait hérité de son père Guillaume de Hainault. Situé sur les bords de la Guesle et dépendant de la paroisse de Hanches, il devient le prieuré Saint-Thomas d'Épernon.
En 1059-1060, en réaction à la prééminence croissante du pape Léon IX, il fonde près de Paris (et aujourd'hui dedans) une collégiale dédiée à saint Martin, à l'emplacement de l'ancienne basilique mérovingienne sur lequel se trouve actuellement le musée des arts et métiers (et un autre panneau d'Histoire de Paris, rue Saint-Martin à quelques pas de la porte et du faubourg Saint-Martin, cette fois rive droite, près de l'ancienne enceinte dudit prieuré Saint-Martin-des-Champs jadis aux champs hors les murs nord du Paris d'alors).

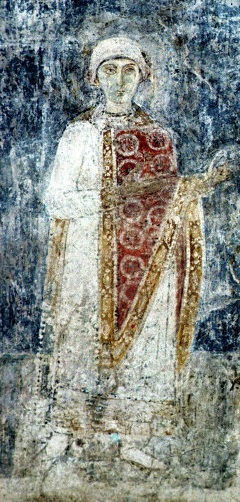
Représentation présumée d'Anne de Kiev dans une fresque dépeignant les filles (ou les fils) de Iaroslav de Kiev, cathédrale Sainte-Sophie de Kiev, XIe siècle.

### Mariages et descendance
La fille en bas âge de l'empereur Conrad II le Salique, Mahaut (Mathilda, v. 1027-1034), à laquelle il est fiancé en 1033, trouve la mort à l'âge de sept ans.
Après 1035, il épouse en premières noces Mathilde de Frise (v. 1025/1026-1044), fille de Liudolf de Frise.
Devenu veuf en 1044, et sans enfant légitime, Henri épouse Anne de Kiev le 19 mai 1051. Cette dernière présente l'avantage d'appartenir à une famille prestigieuse et de ne pas risquer de tomber sous le coup de l'interdiction pontificale des mariages entre parents jusqu'au septième degré. Après une première ambassade en 1049, Iaroslav le Sage accepte de donner sa fille en mariage dans le cadre de sa « politique d’élargissement de ses alliances ». Une seconde ambassade ramène donc la princesse pour le mariage, qui a lieu en grande pompe à Reims.
De cette union, naissent :
- Philippe Ier (1052-1108) ;
- Robert (1054[14]-1063)[15] ;
- Emma (1054[14] ou 1055-1109)[16] ;
- Hugues (1057-1102), comte de Vermandois, époux d'Adélaïde de Vermandois. Il est la souche des comtes de Vermandois capétiens.

Leur fils aîné, Philippe, est associé au trône en 1059, et succède à son père l'année suivante sous le nom de Philippe Ier.